# Neolithodes
Neolithodes is een geslacht van kreeftachtigen uit de klasse van de Malacostraca (hogere kreeftachtigen).

## Soorten
- Neolithodes agassizii (Smith, 1882)
- Neolithodes asperrimus Barnard, 1947
- Neolithodes brodiei Dawson & Yaldwyn, 1970
- Neolithodes bronwynae Ahyong, 2010
- Neolithodes capensis Stebbing, 1905
- Neolithodes diomedeae (Benedict, 1895)
- Neolithodes duhameli Macpherson, 2004
- Neolithodes flindersi Ahyong, 2010
- Neolithodes grimaldii (A. Milne-Edwards & Bouvier, 1894)
- Neolithodes nipponensis Sakai, 1971
- Neolithodes vinogradovi Macpherson, 1988
- Neolithodes yaldwyni Ahyong & Dawson, 2006